# Музей Австралийского железнодорожного исторического общества
Музей Исторического общества австралийской железной дороги (англ. Australian Railway Historical Society Museum) расположен на Чемпион-роуд в пригороде Мельбурна Уильямстаун-Норт, недалеко от железнодорожного вокзала Норт-Уильямстаун. Музей находится в ведении отделения Исторического общества австралийской железной дороги в штате Виктория.

## История
Музей был открыт 10 ноября 1962 года после того, как Историческое общество австралийской железной дороги выделило в Ньюпорте на территории железнодорожных мастерских участок для размещения коллекции паровозов, которые были впоследствии заменены тепловозами и электровозами.
После проверки в феврале 2010 года системы безопасности музея компанией VicTrack, владевшей земельным участком, на котором находится экспозиция, музей был закрыт. Вновь музей открылся для посетителей лишь в марте 2014 года, и до настоящего времени работает по субботам с 12 часов дня до 5 вечера.

## Экспозиция
В музее представлена крупнейшая в мире коллекция тепловозов компании Victorian Railways, а также большое количество других образцов подвижного состава железных дорог и других устройств. Коллекция включает:
- семнадцать паровозов;
- восемь тепловозов;
- два электровоза и четыре вагона пригородных электричек;
- пять пассажирских вагонов дальнего следования;
- десять грузовых вагонов и двух охраняемых вагона;
- пять железнодорожных кранов;
- железнодорожные тракторы и почтовые тележки;
- сигнальная коробка;
- фрагмент железнодорожного рельса ширины O gauge.

## Галерея

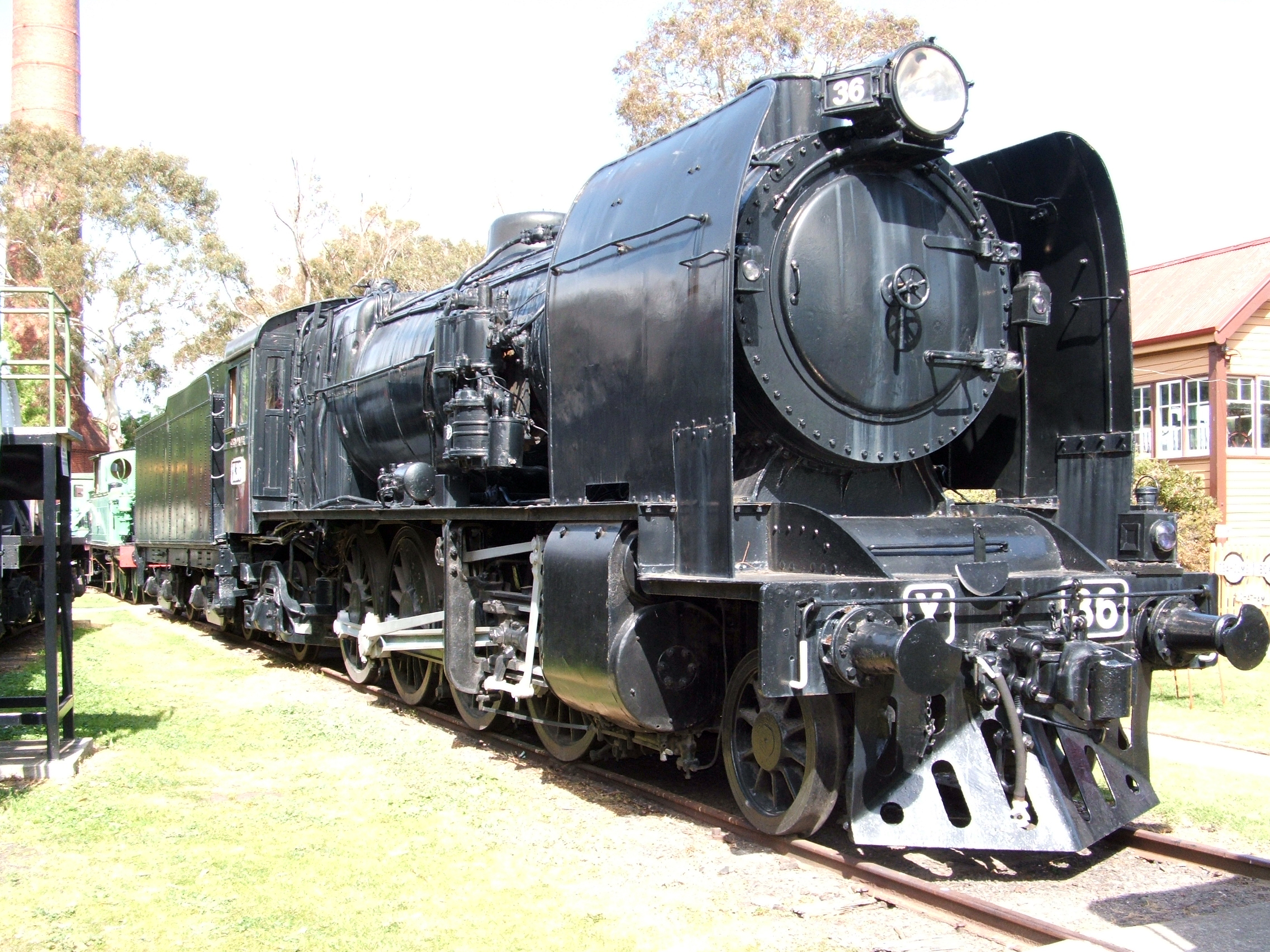
X36
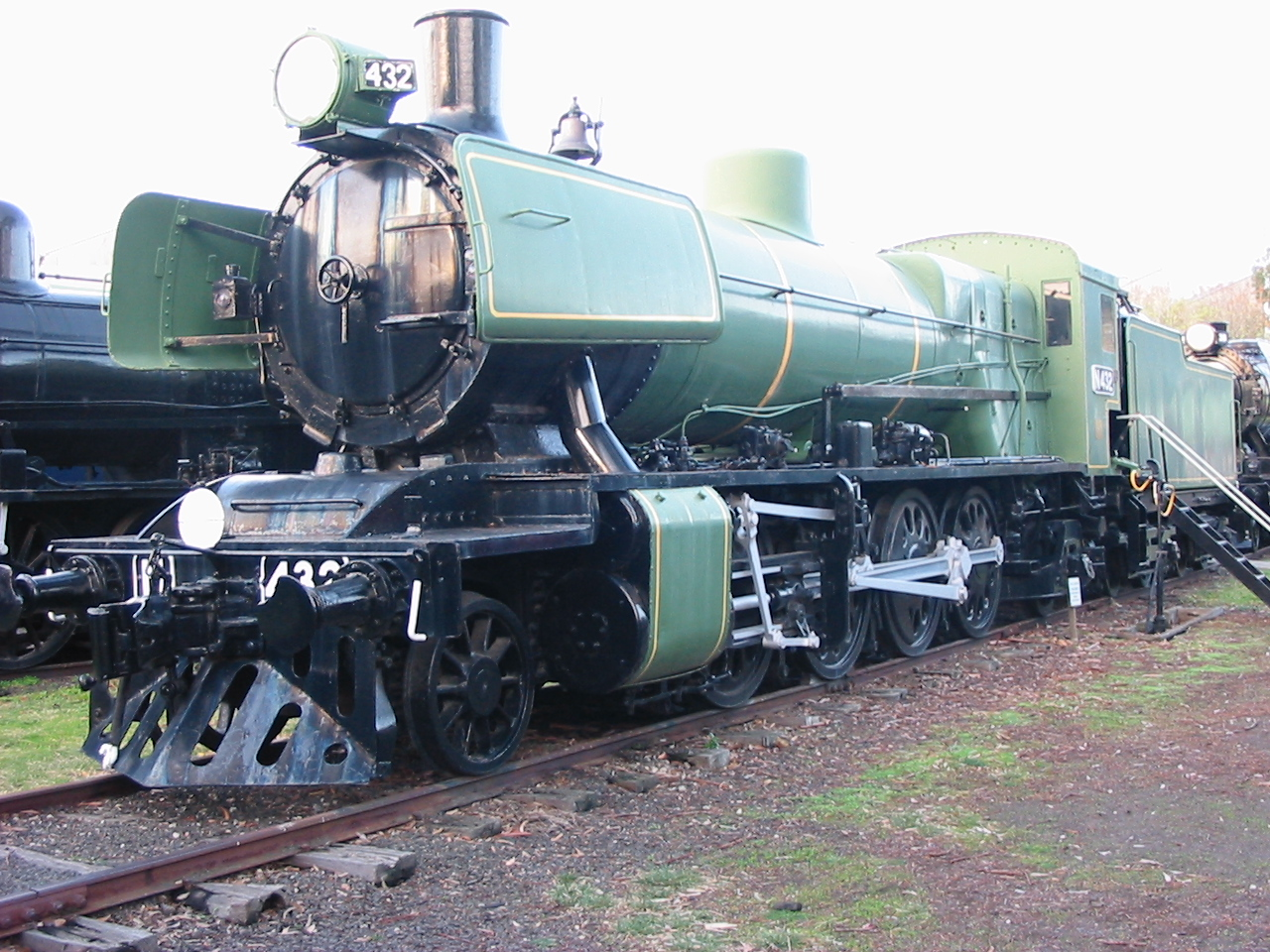
N432
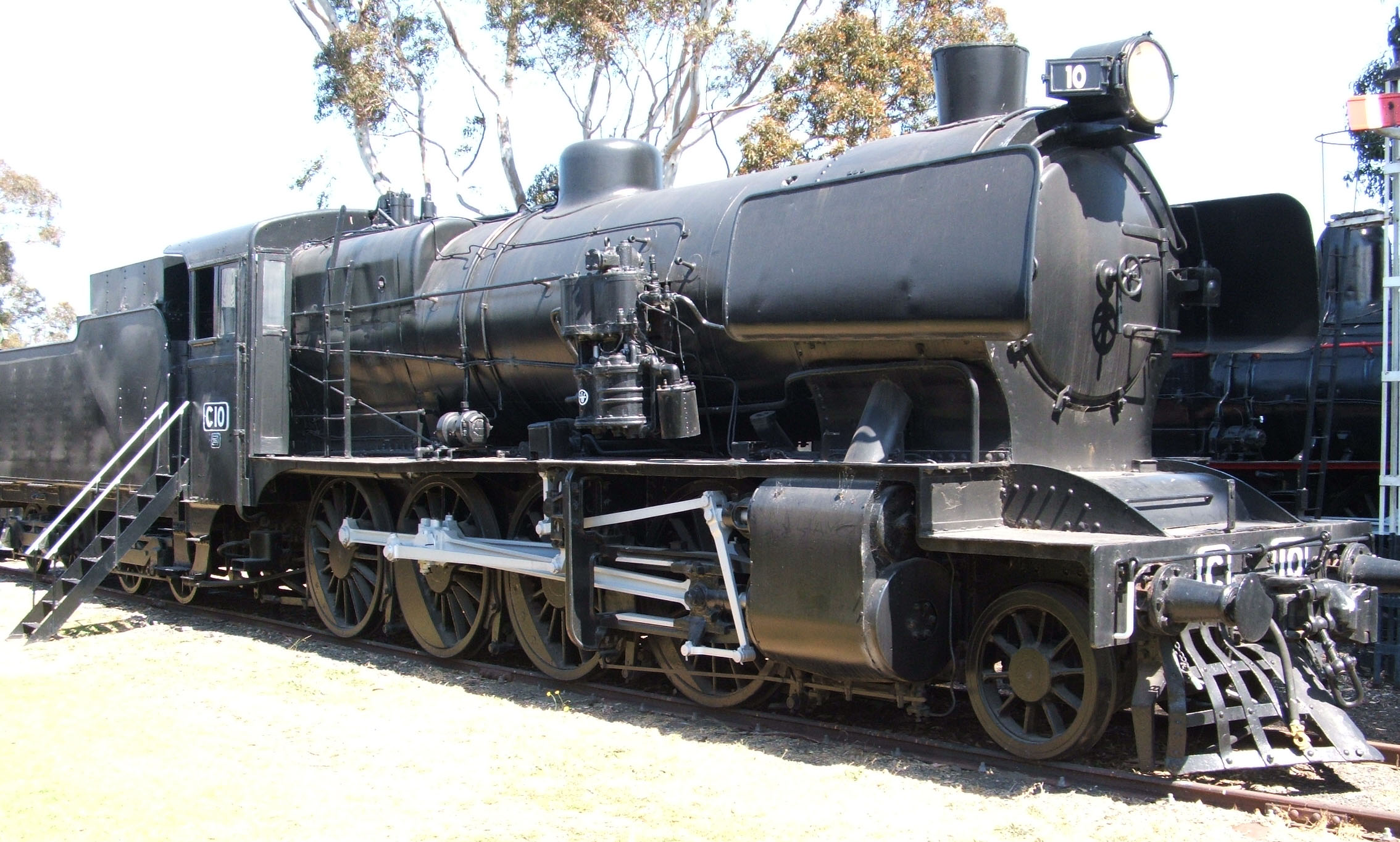
C10
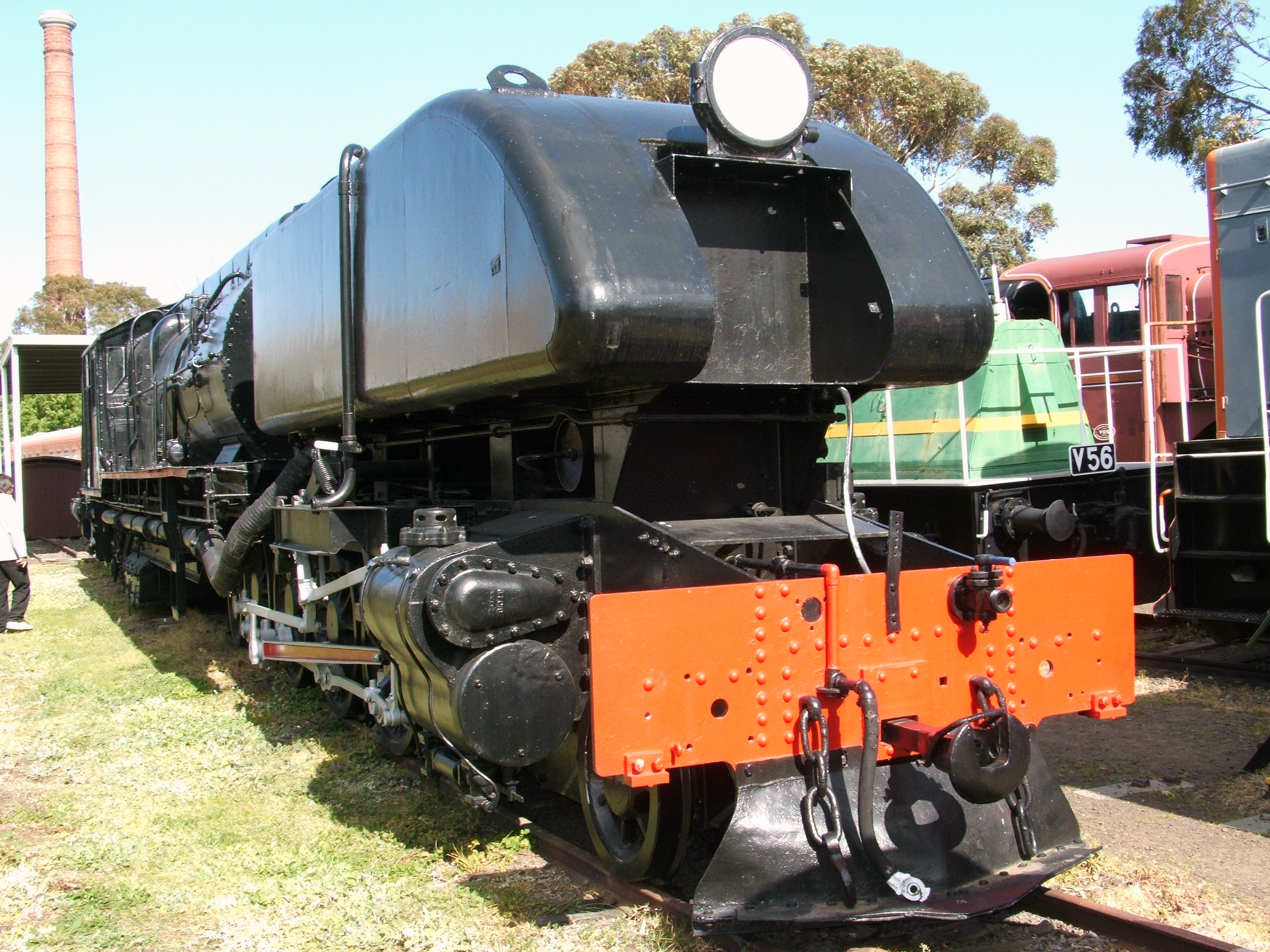
G33
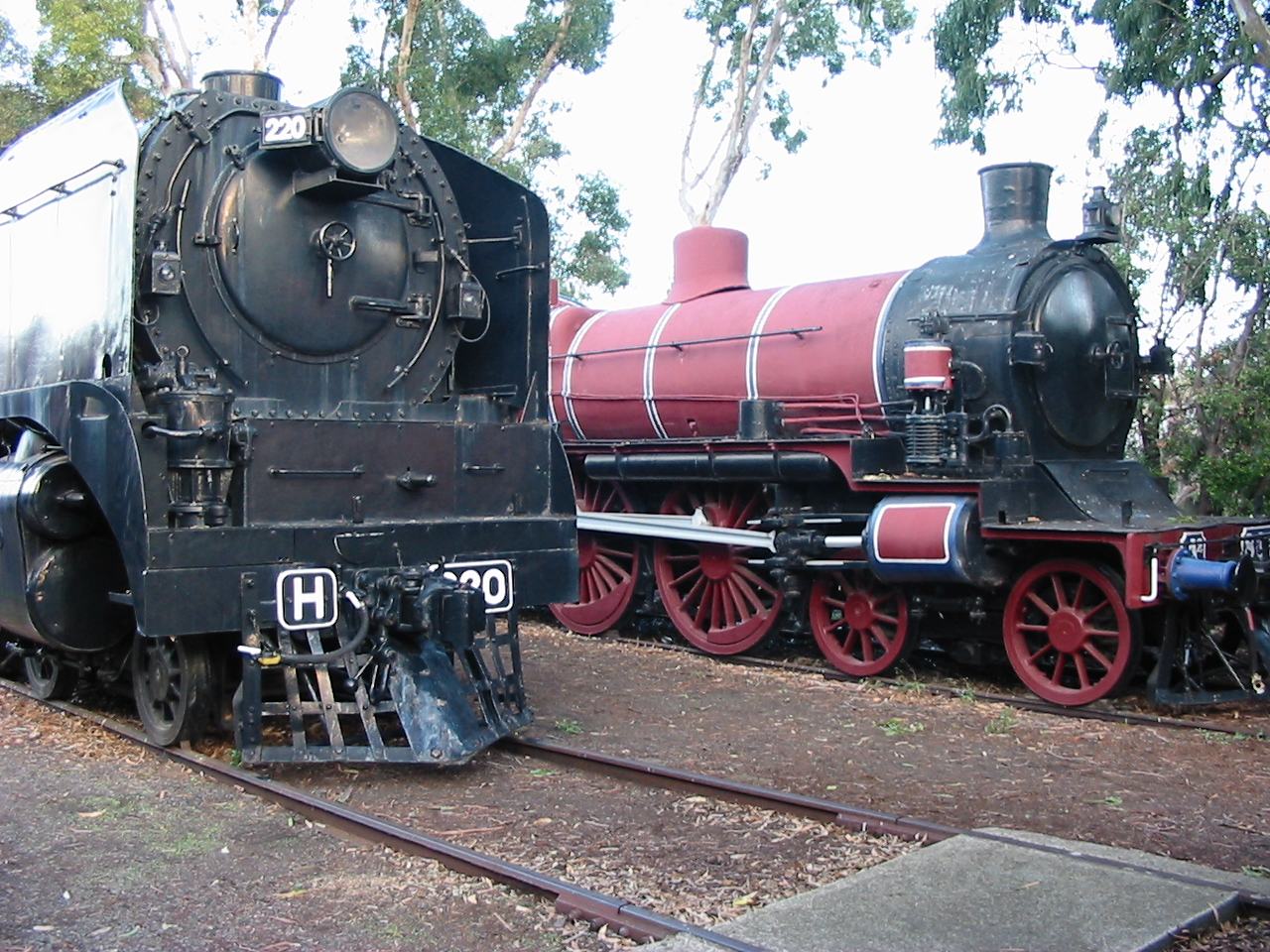
A2-884 с H220
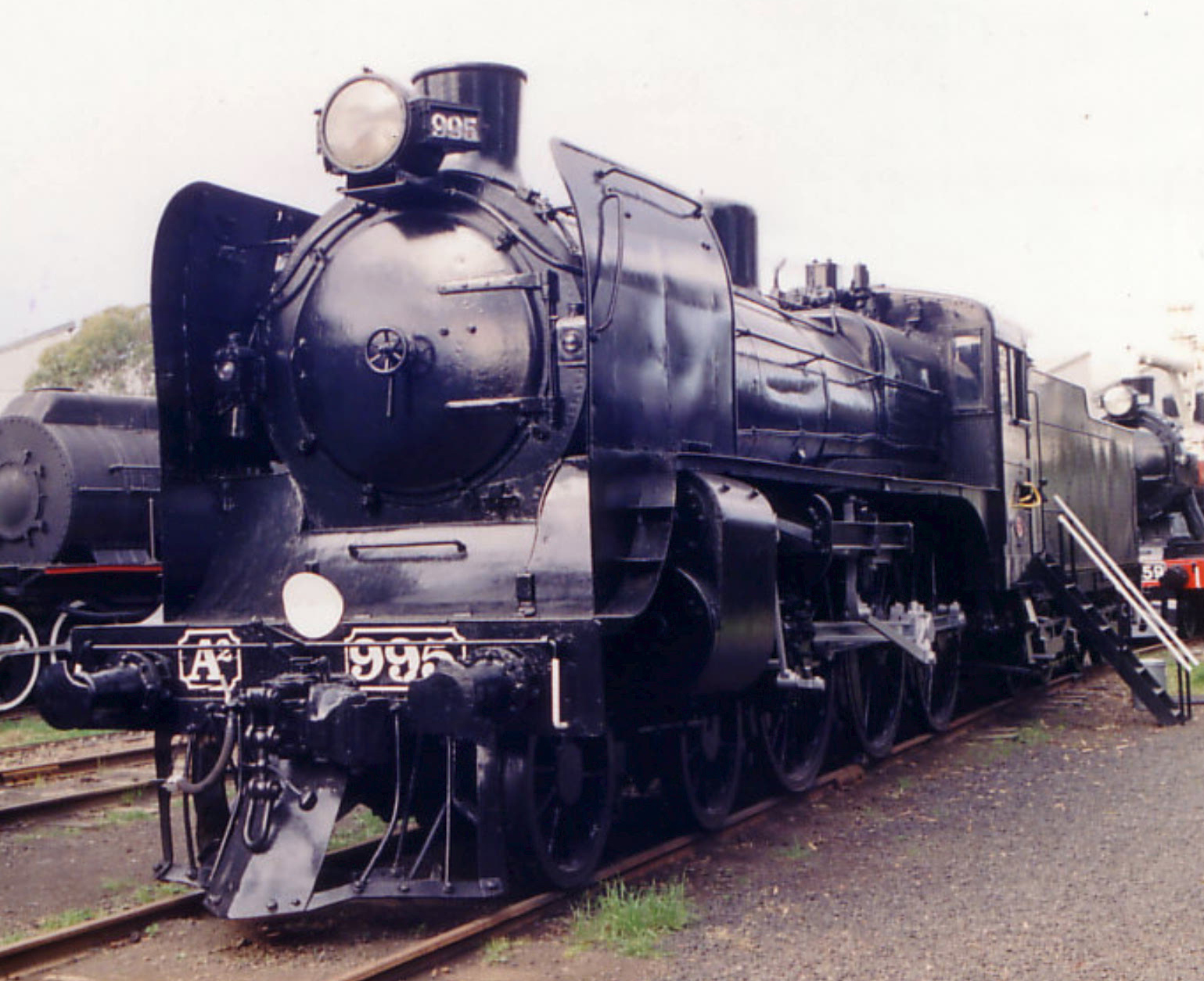
A2-995
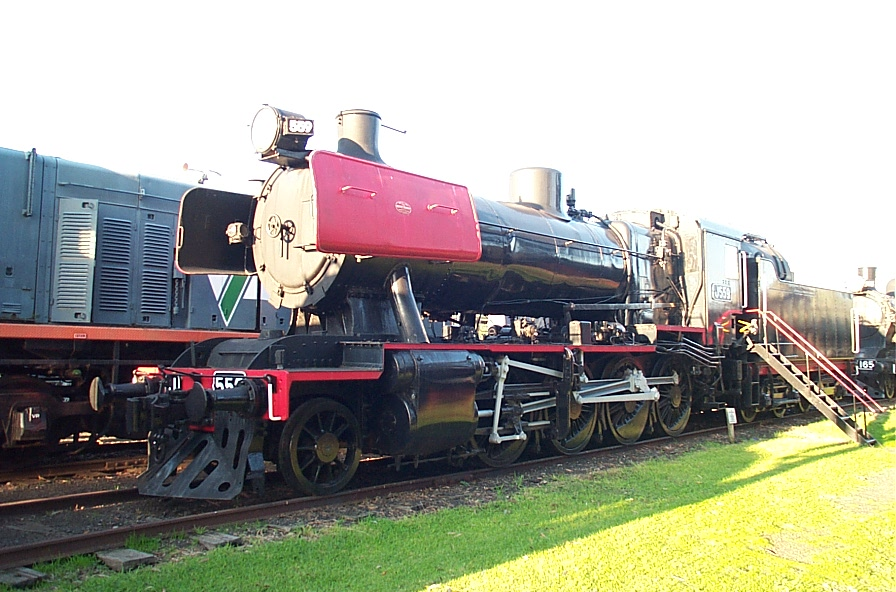
J556
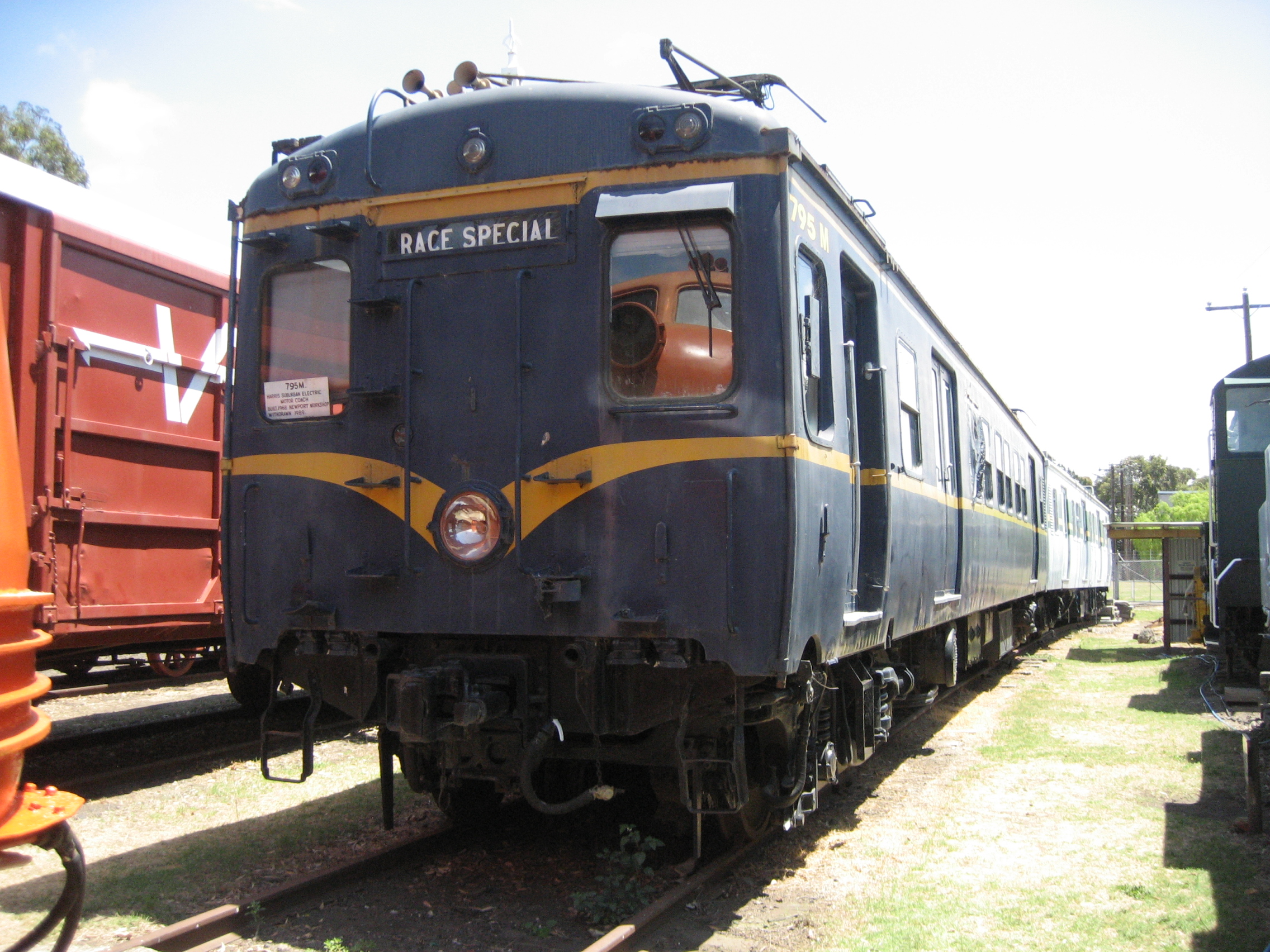
Harris795M
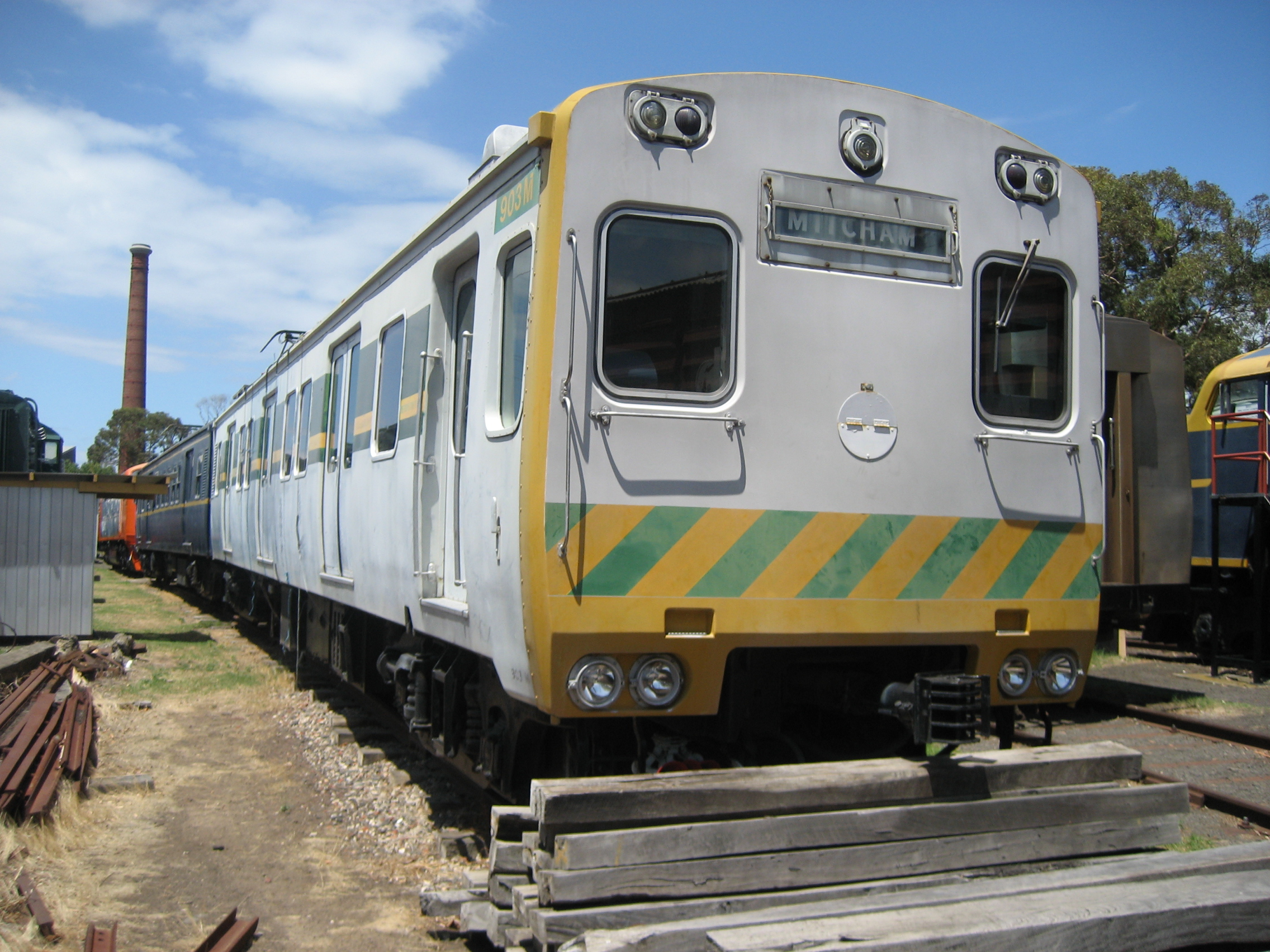
Harris903M